# Бушардон, Эдме
Эдме́ Бушардо́н (фр. Edmé Bouchardon; 29 мая 1698, Шомон-ан-Бассиньи — 27 июля 1762, Париж) — скульптор и рисовальщик французского стиля рококо и раннего неоклассицизма; сын скульптора Жан-Батиста Бушардона и старший брат скульптора Жак-Филиппа Бушардона. Придворный скульптор Людовика XV.

## Биография
Эдме Бушардон родился в Шомон-ан-Бассиньи (Верхняя Марна) 29 мая 1698 года в семье художников. Его отец Жан-Батист и старший брат Жак-Филипп были скульпторами. Эдме Бушардон стал учеником выдающегося скульптора французского барокко Гийома Кусту; в 1722 году получил Римскую премию и в следующем году уехал в Вечный город, чтобы совершенствоваться во Французской академии в Риме, где оставался в течение девяти лет. Он находился в папском городе одновременно со скульптором Н. С. Адамом и представил свой вариант проекта фонтана Треви (проект не был осуществлён).
В Риме Бушардон выполнил бюст папы Бенедикта XIII (1730). Он также воспользовался своим пребыванием, чтобы в 1726 году сделать мраморную копию знаменитого Фавна Барберини. Когда копия прибыла во Францию в 1732 году, она «вызвала всеобщее восхищение и способствовала переходу французской скульптуры к неоклассицизму». В 1775 году герцог Шартрский купил это произведение для своего сада в парке Монсо (ныне скульптура хранится в музее Лувра). Бушардон приобрёл такую известность, что герцог д’Антен вызвал его из Рима в Париж. По возвращении в 1732 году Бушардон сразу же получил (редкое явление) квартиру и мастерскую во дворце Лувра и был назначен скульптором короля Людовика XV.
В 1733 году Эдме Бушардон получил «одобрение» Академии, а в 1745 году был принят в члены Королевской Академии живописи и скульптуры за мраморную статую, изображающую «Христа, несущего крест», ныне находящуюся в Луврском музее. В 1745 году получил звание профессора скульптуры.

## Творчество
Всего известно около пятидесяти работ Бушардона. Среди его главных достижений, в частности, «Фонтан времён года» на улице Гренель, созданный по заказу муниципалитета города Парижа (гипсовая модель была представлена в 1739 году, композиция завершена шестью годами позже, в 1745 году). Это произведение отражает интерес скульптора к созданию городских монументов, подобных разработанному им проекту для Фонтана Треви в Риме. Архитектурная композиция фонтана включает классическую колоннаду, а расположение скульптур похоже на расположение скульптур Микеланджело в капелле Медичи во Флоренции. Произведение Бушардона вызвало всеобщее восхищение. Представители города в знак своей благодарности назначили ему пожизненную пенсию в 1500 ливров. Фонтан Бушардона представлен гравюрой в статье Ж.-Ф. Блонделя о скульптуре во Французской энциклопедии 1765 года. Однако это же произведение вызвалo неудовольствие архитекторов, без которых Бушардон сумел обойтись при постройке, а также значительную критику: колоссальное архитектурно-скульптурное сооружение на узкой улице давало лишь крошечную струйку воды. Проект подвергся критике со стороны Вольтера в письме графу де Келюсу 1739 года, когда фонтан всё еще строился: "Я не сомневаюсь, что Бушардон сделает из этого фонтана прекрасное произведение архитектуры; но какой фонтан имеет только два крана, куда придут носильщики воды, чтобы наполнить свои вёдра? В Риме не так строят фонтаны, чтобы украшать город. Нам нужно избавиться от вкуса, который является грубым и жалким. Фонтаны должны быть построены в общественных местах и просматриваться со всех сторон. В огромном предместье Сен-Жермен нет ни одного общественного места; что заставляет мою кровь кипеть. Париж подобен статуе Навуходоносора, сделанной частью из золота, частью из глины.
Бушардон также начал работу над конной статуей Людовика XV для площади Согласия (в то время Королевская площадь) в Париже (завершена Жаном-Батистом Пигалем. Это произведение считается переходным от изящества французского стиля рококо к новой эстетике неоклассицизма, апеллирующего к античности. Во время революции, в 1792 году, на следующий день после отмены монархии, конная статуя Людовика XV была сбита с пьедестала и отправлена на переплавку (уменьшённую модель, созданную Луи-Клодом Вассе, учеником скульптора, можно увидеть в Лувре).
С 1737 года Бушардон выставлял свои произведения в «Салоне» Королевской Академии живописи и скульптуры: бюсты, скульптурные группы на мифологические сюжеты и барельефами, из которых всеобщее внимание привлёк «Святой Карл Борромео, молящийся о прекращении эпидемии чумы в Милане», а также рисунки анакреонтического содержания на пасторальные темы, как, например, «Празднество Палеса», «Луперкалии», «Сбор винограда в афинском селении».
По возвращении во Францию Бушардон работал в королевских художественных мастерских в Версальском дворце. Вместе с двумя братьями, он выполнял скульптуры для Садов Версаля, в том числе создал статую Протея в «Бассейне Нептуна». В этих работах он всё более склонялся к классическим образцам и натурным зарисовкам. Для версальского сада он выполнил скульптуру «Амур, делающий себе лук из палицы Геркулеса» (1750, Лувр). В этом произведении представлен вполне реалистичный, неидеализированный Купидон-подросток в естественной позе, что полностью противоречит идеалам академического классицизма. Терракотовая модель скульптуры была показана в Салоне 1739 года, а полномасштабная модель в 1746 году. Скульптуру из мрамора Бушардон выполнил между 1747 и 1750 годами. Эта работа создала Бушардону репутацию выдающегося мастера, а также состояние: ему заплатили 21 000 ливров.
Среди его последующих произведений выделяются мавзолей кардинала Флёри и статуи Христа, Девы Марии и восьми апостолов, украшающие хор церкви Сен-Сюльпис.
В минуты досуга Бушардон, оставляя в стороне «строгую античность», развлекался изображением реальной, современной ему жизни. Он создал две серии рисунков, демонстрирующих обычную жизнь на улицах Парижа. Хранящиеся в Лувре, они представляют собой чрезвычайно яркое изображение жизни парижской улицы в XVIII столетии. Рисунки, выполненные сангиной или красноватым мелом, первоначально использовались для создания серии небольших керамических скульптур парижских персонажей, таких как уличные торговцы. Позднее они были превращены в серию офортов учёным и гравёром графом де Келюсом под названием «Этюды низшего класса или крики Парижа» (Études prises dans le Bas Peuple, ou les Cris de Paris). Они служат ценным источником информации для французских социологов и историков.
Среди учеников Бушардона был французский и шведский скульптор Пер-Юбер Л’Аршевек. Творчество Бушардона в Риме оказывало значительное влияние на обучавшихся там русских художников. По моделям Бушардона изготавливали фигурки из фарфора на знаменитой Севрской фарфоровой мануфактуре, что в значительной мере обусловило переход к неоклассицизму в искусстве мелкой фарфоровой пластики.

## Галерея

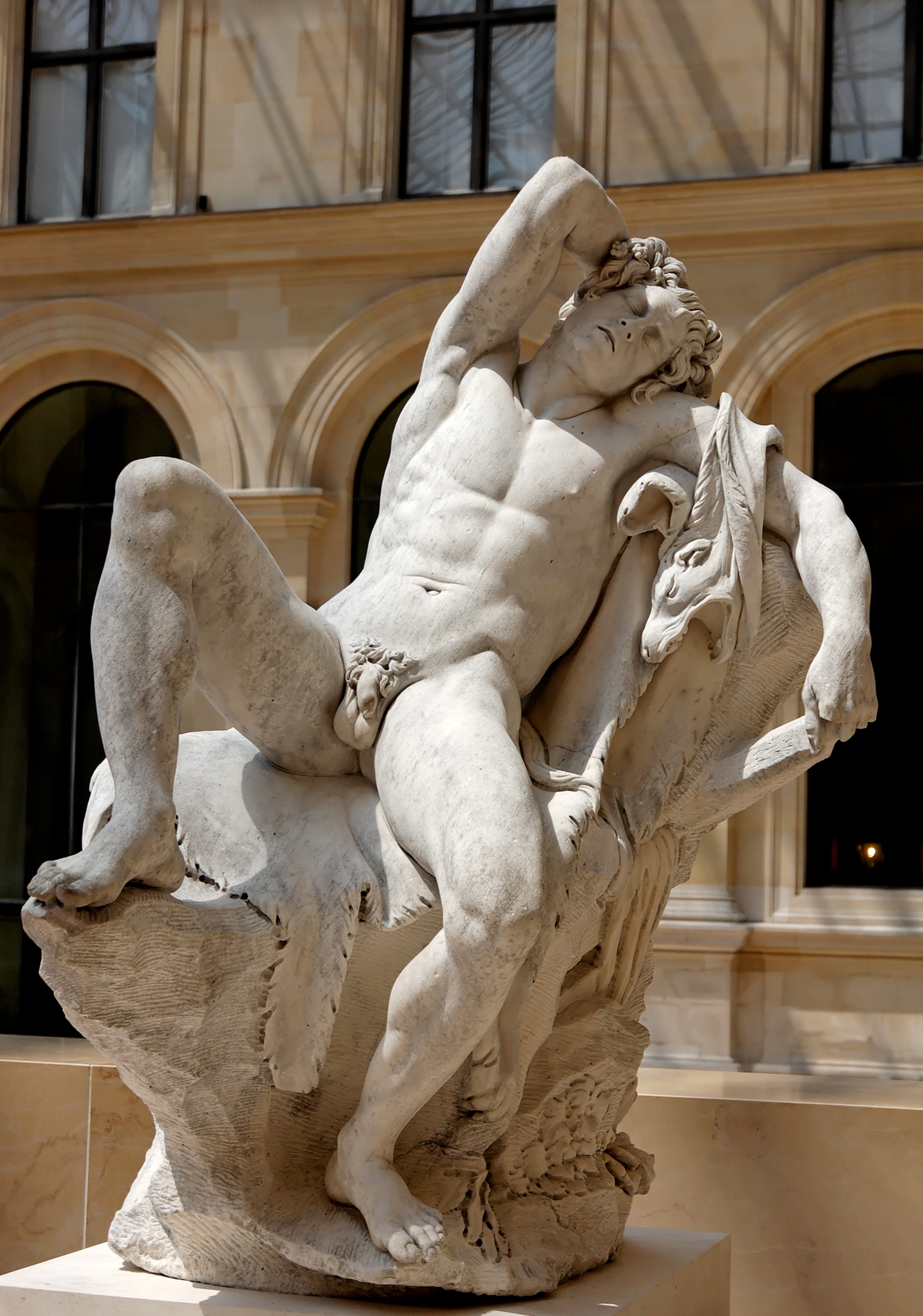
Фавн Барберини (Спящий сатир). Копия работы Бушардона. 1726. Мрамор. Лувр, Париж
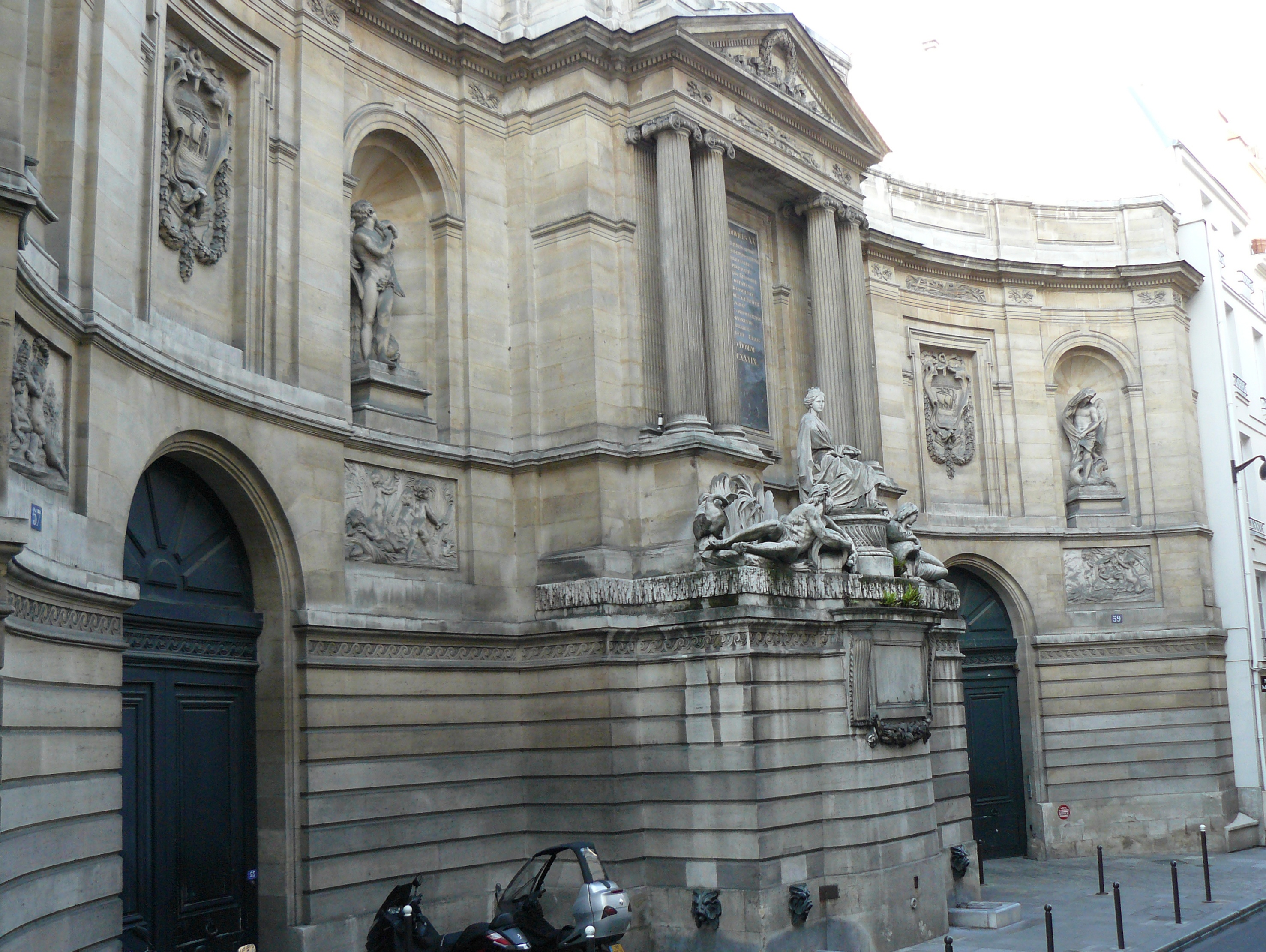
Фонтан времён года. 1739—1745. Париж
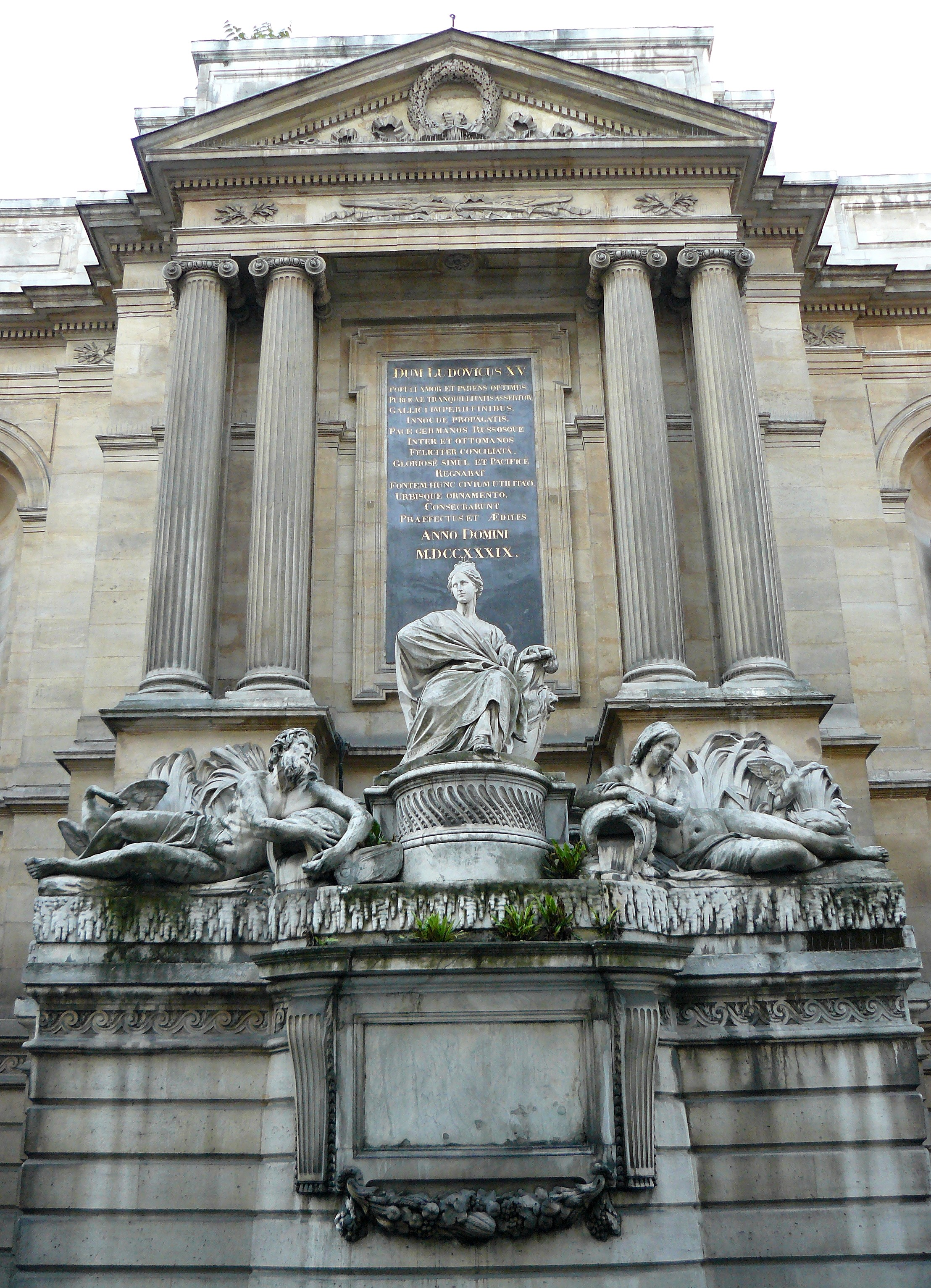
Центральная часть композиции фонтана
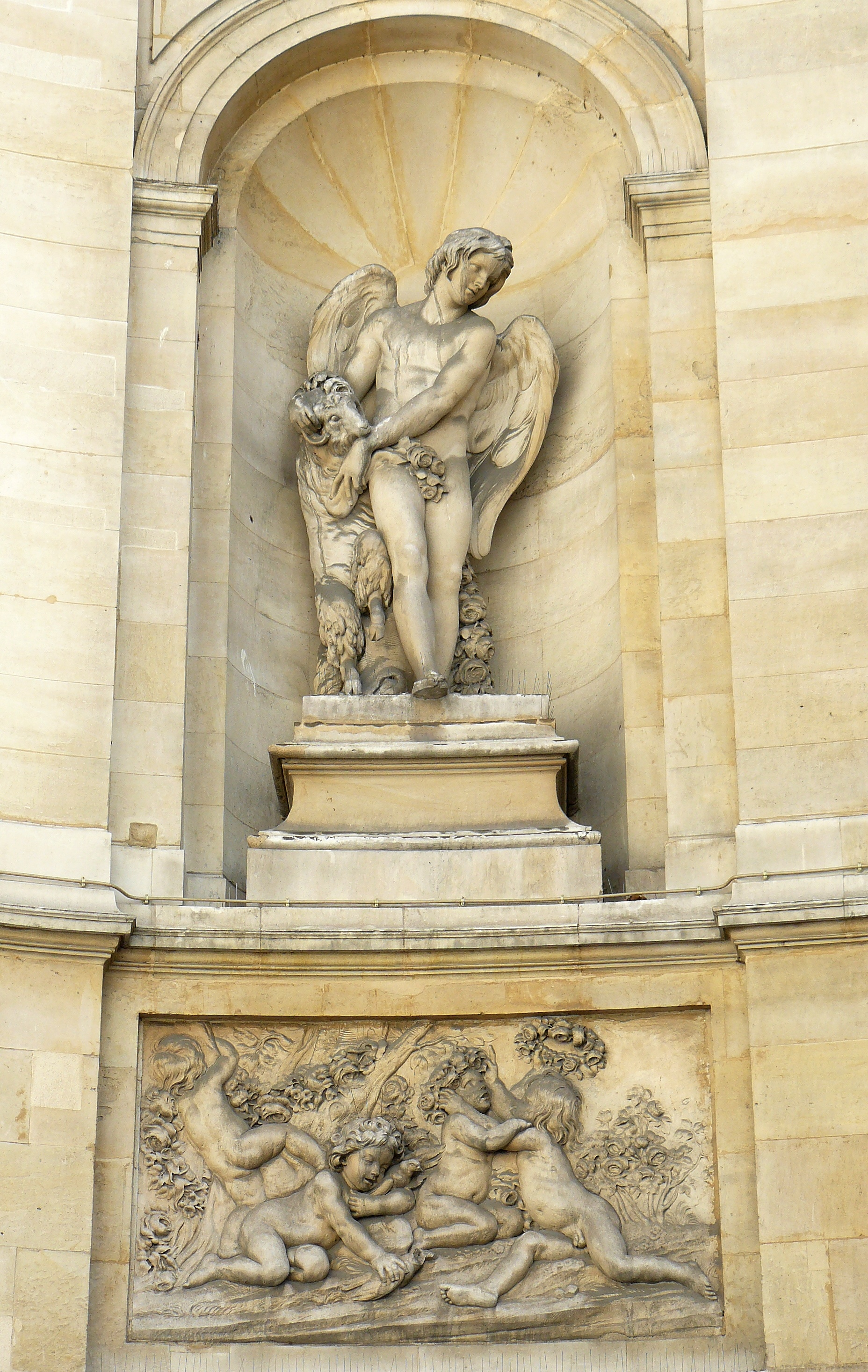
Деталь композиции фонтана
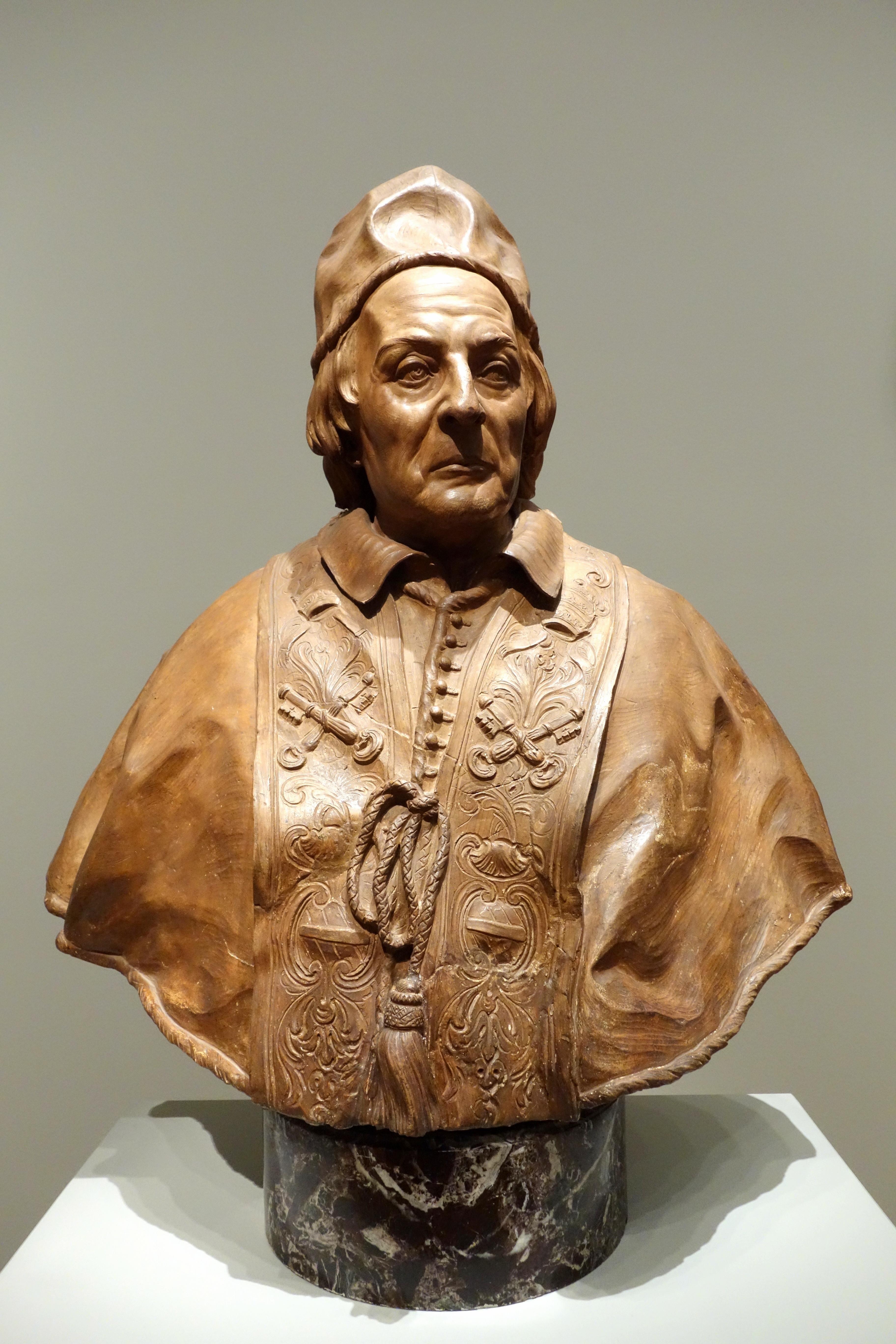
Портрет папы Климента XII. После 1730. Раскрашенная терракота. Дворец Почётного легиона, Калифорния
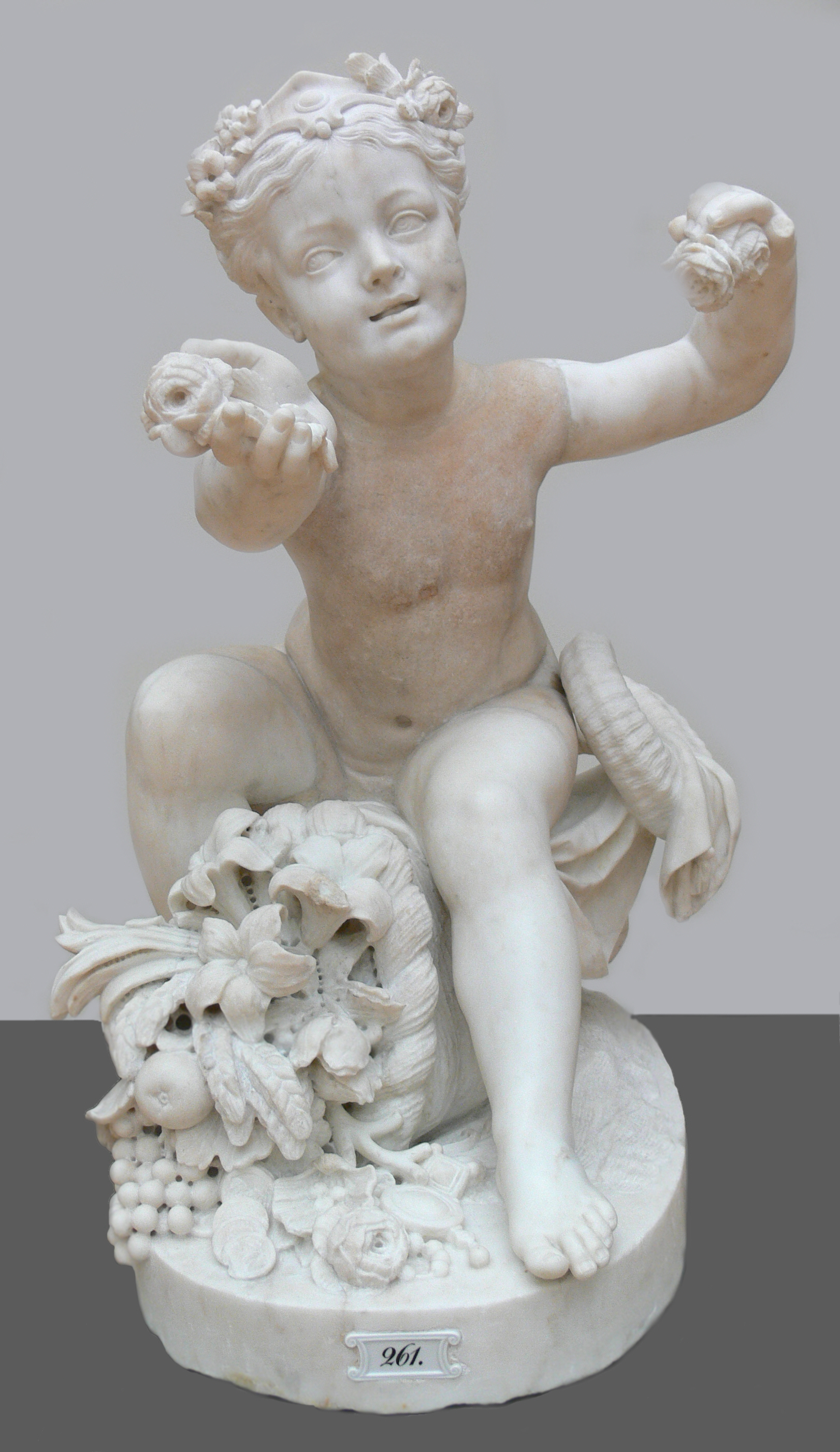
Гений изобилия. 1731. Мрамор. Музей Боде, Берлин
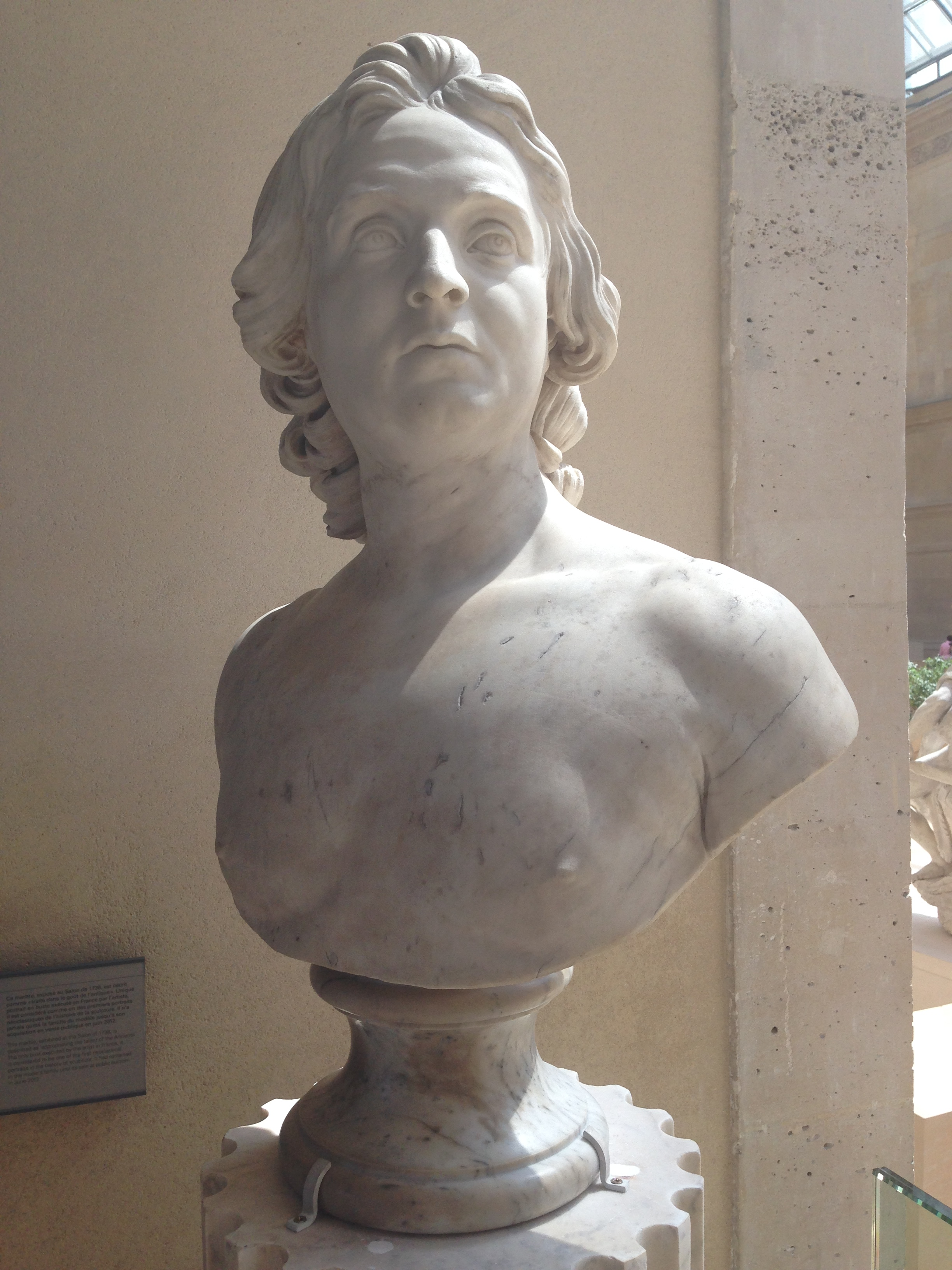
Маркиз де Гуверне. 1736. Мрамор. Лувр, Париж
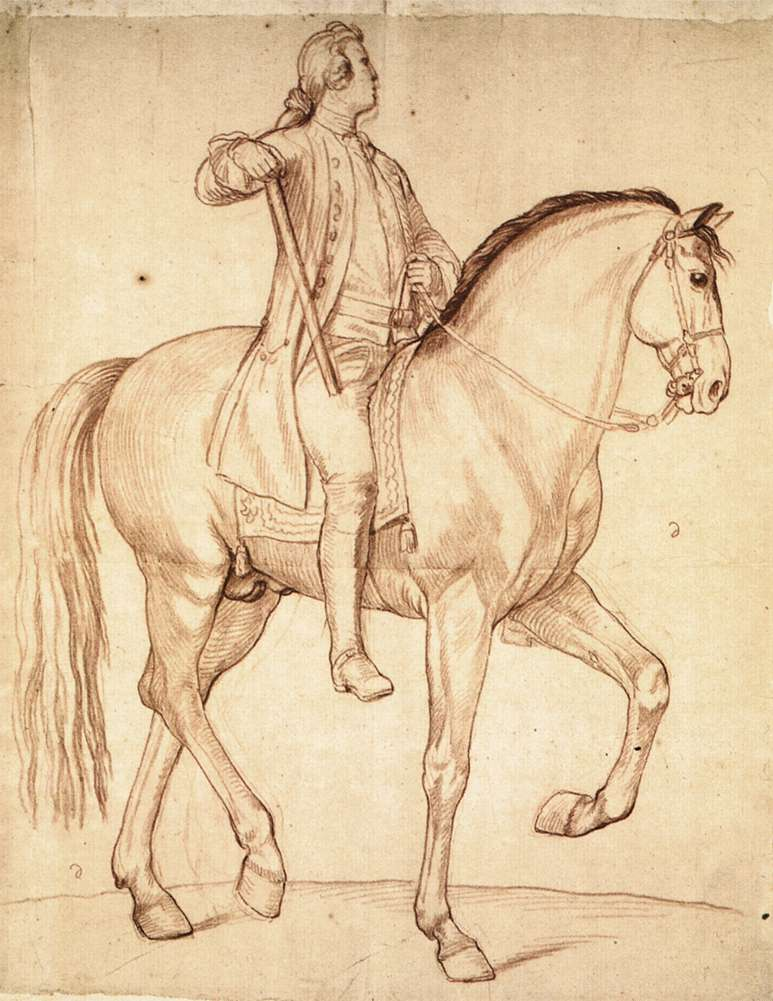
Подготовительный рисунок к конной статуе короля Людовика XV. Бумага, сангина. Лувр, Париж
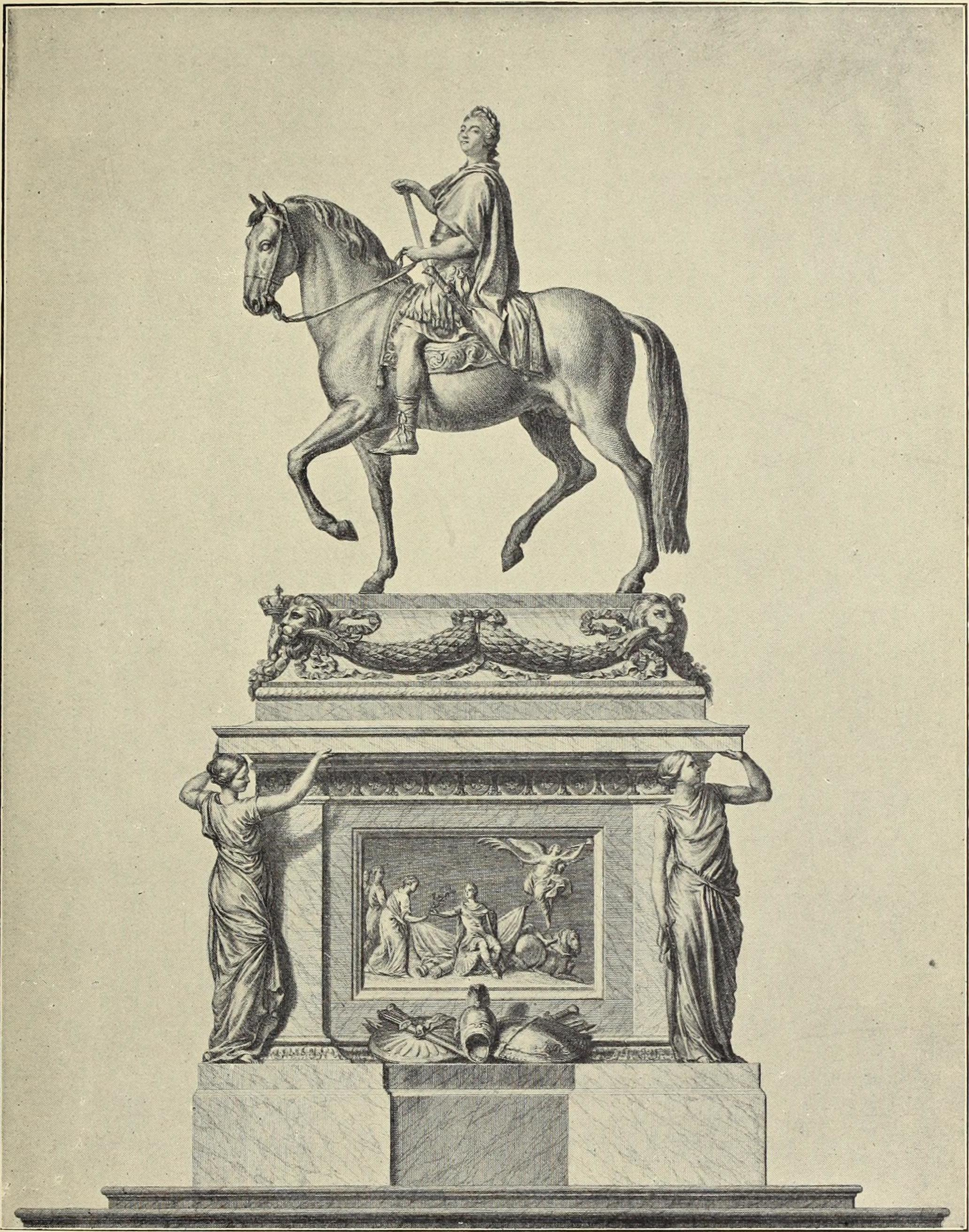
Конная статуя короля Людовика XV. Один из вариантов проекта. Гравюра 1900 г.
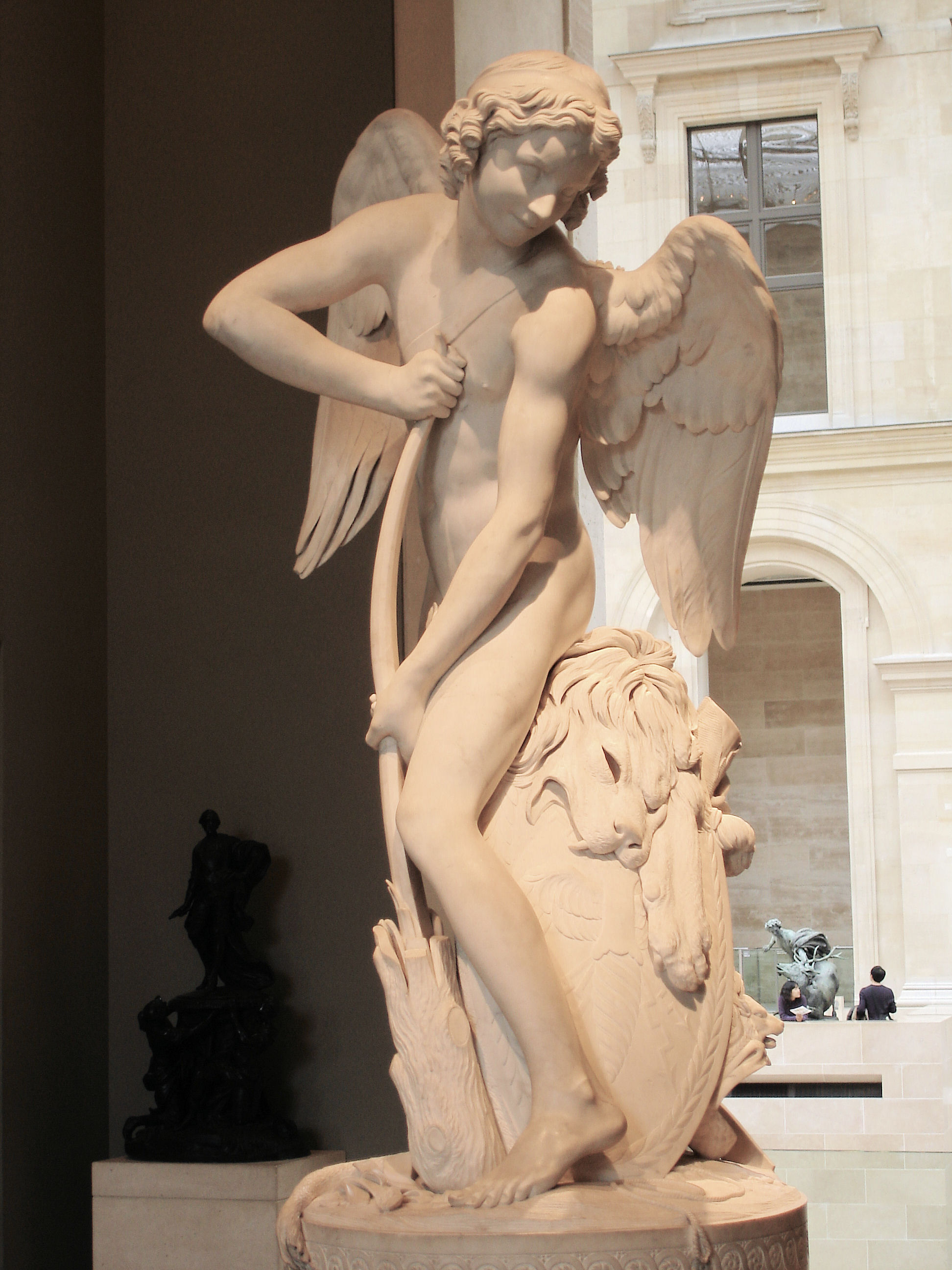
Амур, делающий себе лук из палицы Геркулеса. 1750. Мрамор. Лувр, Париж
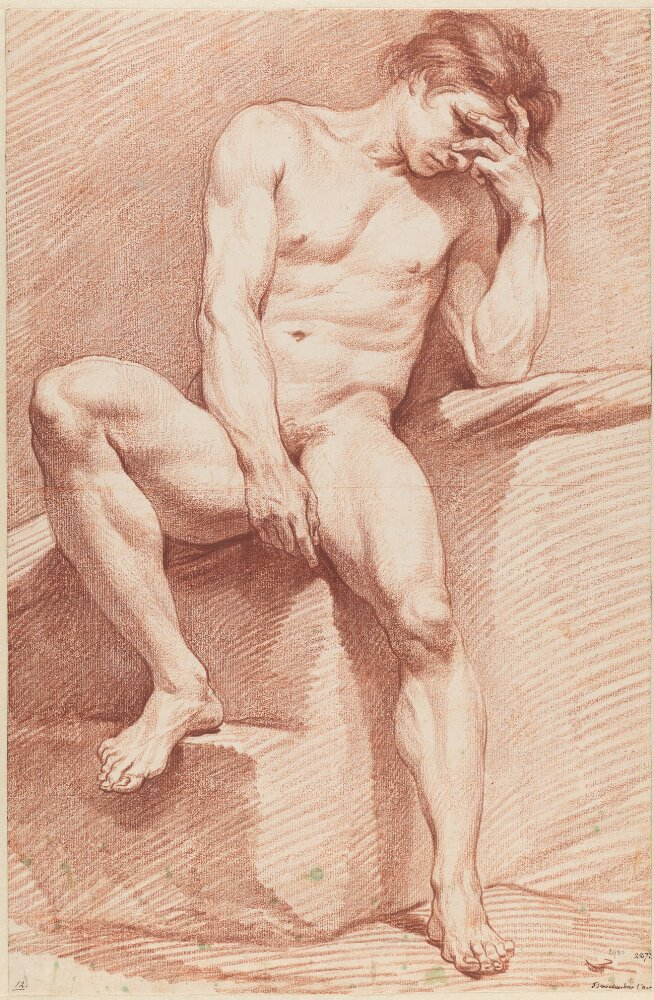
Сидящий натурщик. Бумага, сангина. Национальный музей изобразительных искусств, Стокгольм
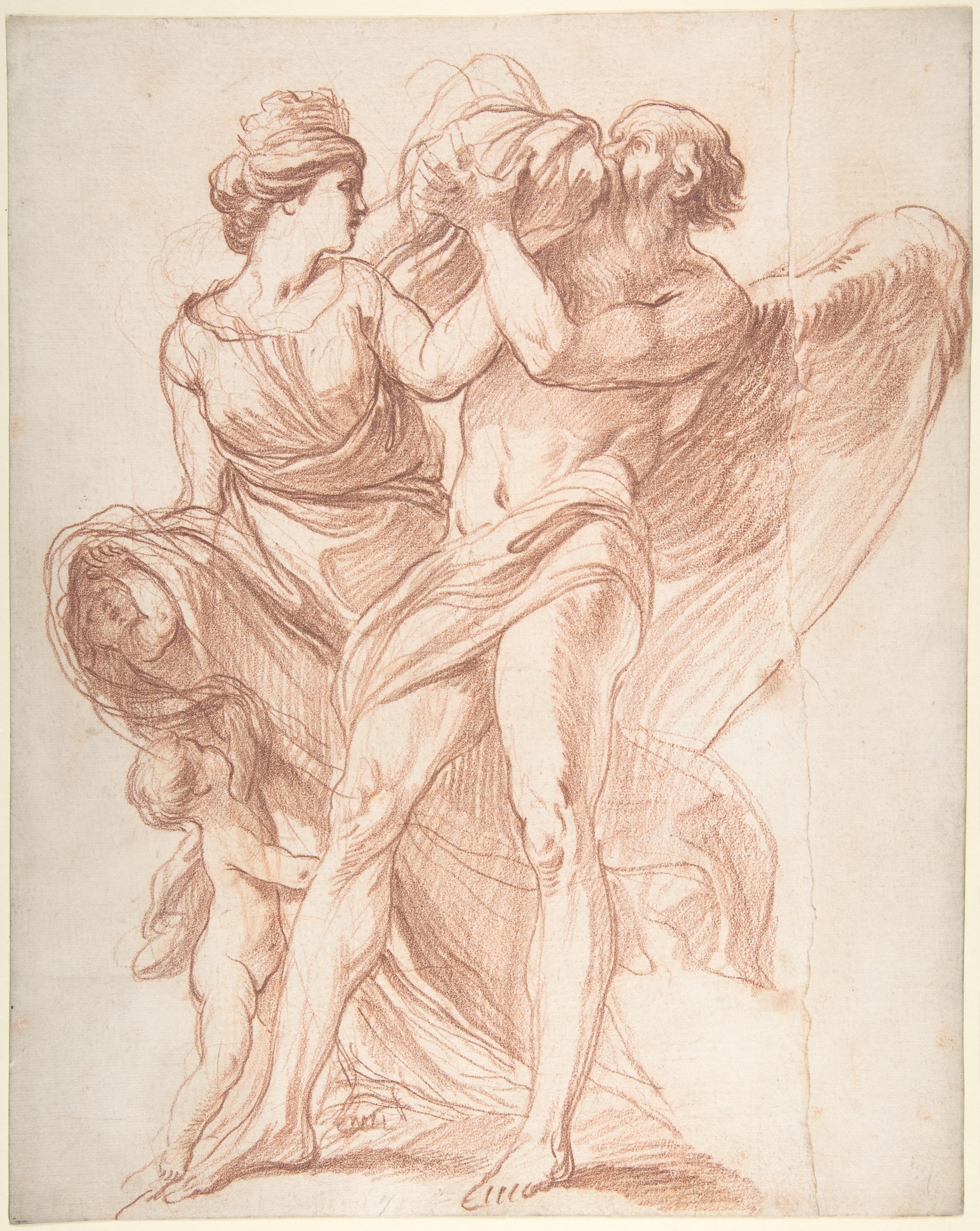
Рея, обманывающая Сатурна. Бумага, сангина. Метрополитен-музей, Нью-Йорк
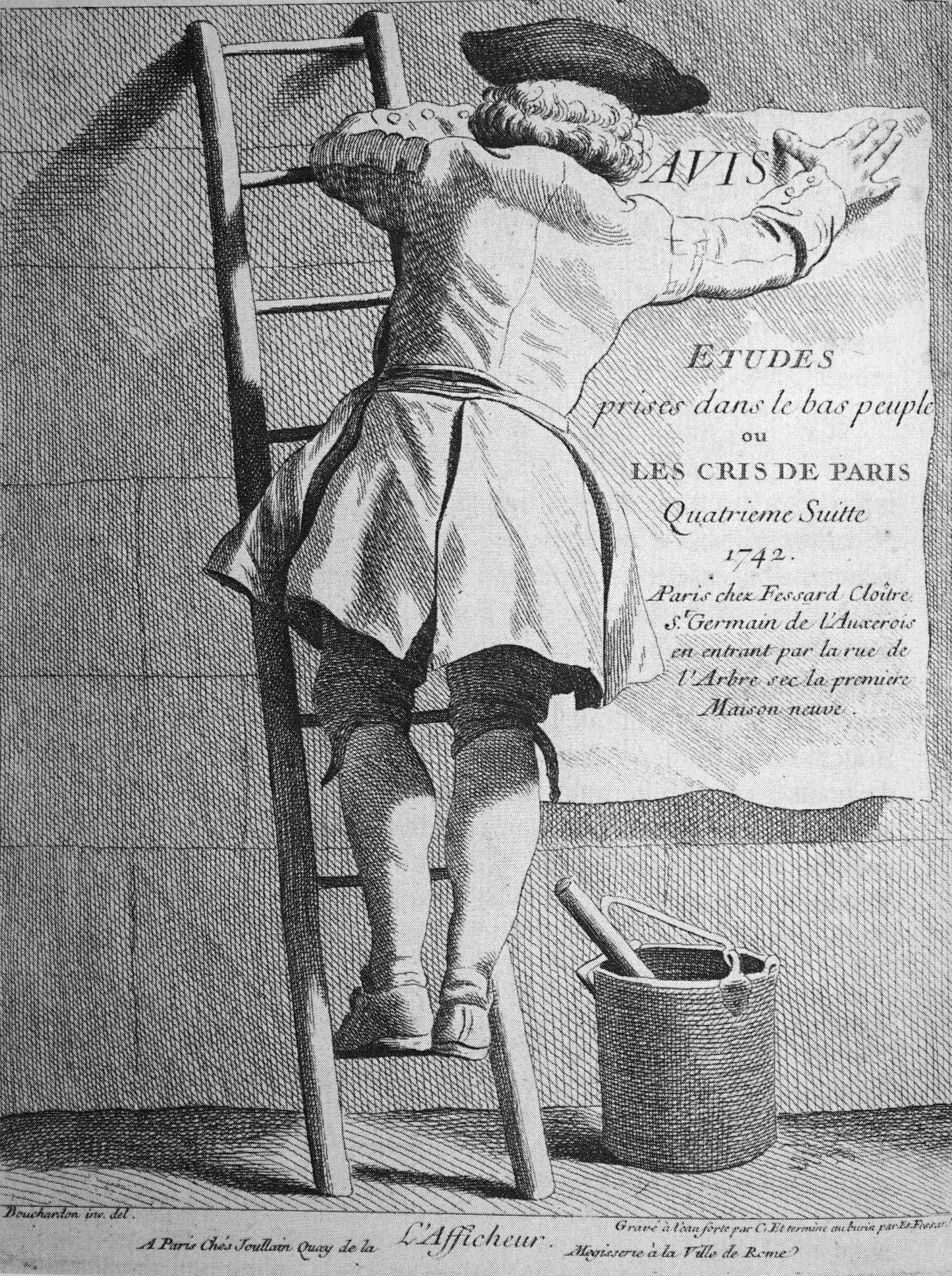
Титульный лист к изданию «Les Cris de Paris». 1742. Офорт
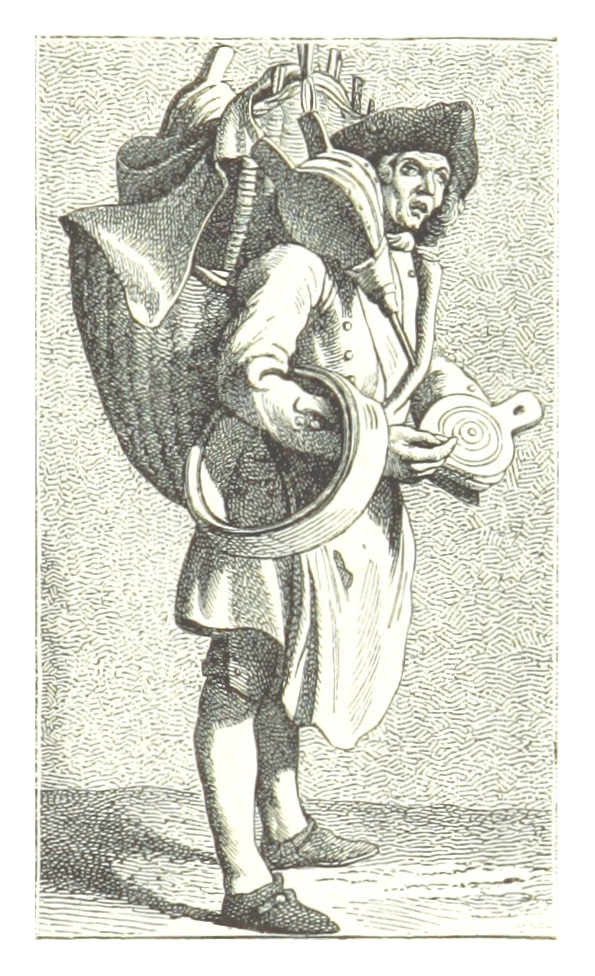
Торговец мехами. Гравюра В. Фурнеля по рисунку Э. Бушардона
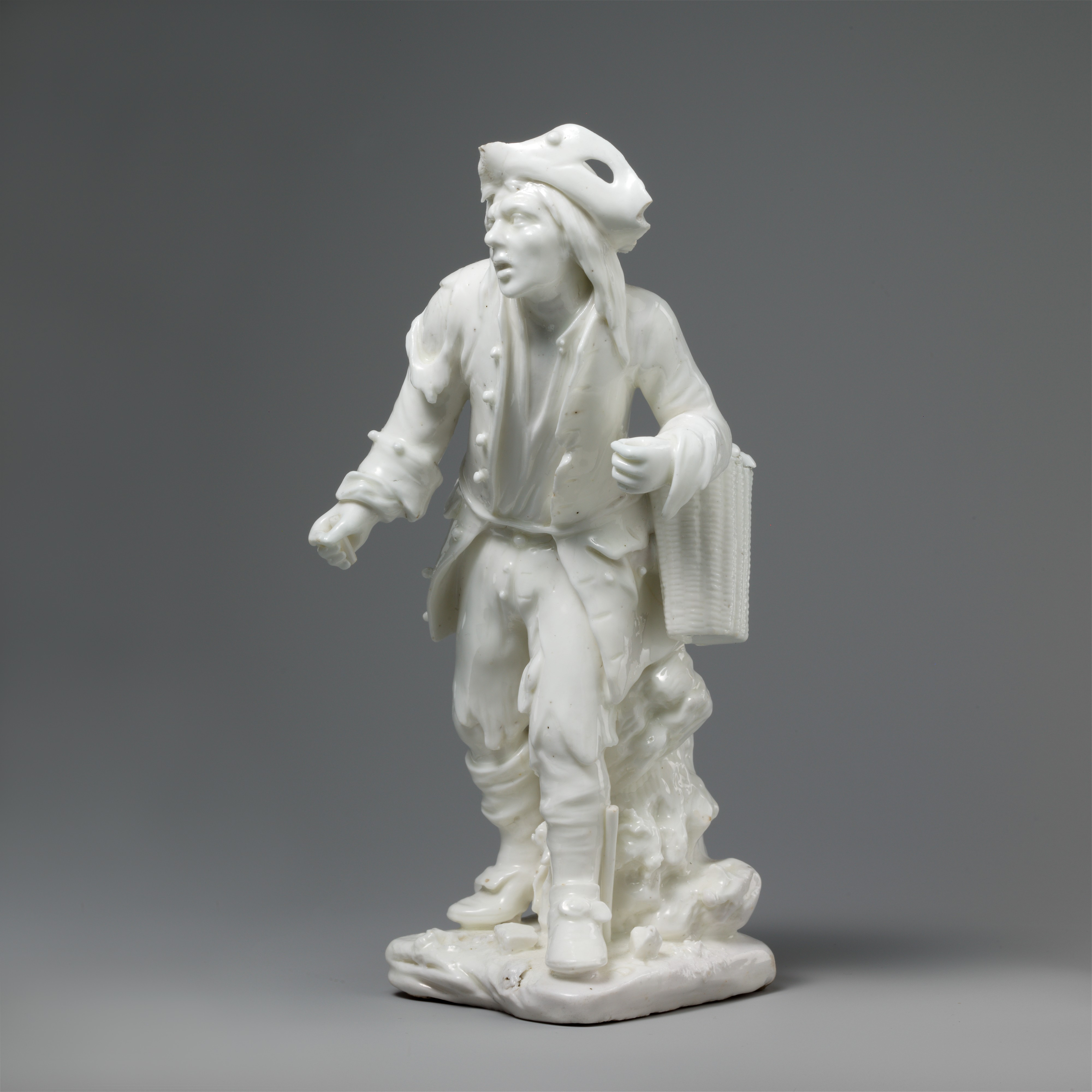
Уличный торговец. 1750-е гг. Фарфор